# Amalie Marby
Luise Auguste Amalie Marby (* 29. August 1834 in Cottbus; † 25. August 1915 ebenda) war eine deutsche Schriftstellerin.

## Leben
Amalie Marby wurde in der Cottbuser Münzstraße 13 geboren. Ihre Eltern waren der Feldwebel und spätere Polizeisekretär Christoph Gottlieb Marby und seine Frau Christiane Friederike Wilhelmine. Sie besuchte die Bürgerschule in Cottbus. Ihre schriftstellerische Tätigkeit begann sie mit einer Erzählung über die Freiheitskriege, die im Wesentlichen auf Erinnerungen ihres Großvaters beruhten und in einem Kalender abgedruckt wurde.  Ihre erste Novelle Schloss Falkenberg erschien 1868 im Cottbuser Wochenblatt. Insgesamt verfasste sie etwa 40 Romane und Novellen, die unter anderem im Cottbuser Wochenblatt, in der Berliner Volks-Zeitung, der Zeitschrift Daheim, der  Deutschen Romanzeitung von Otto Janke und dem Cottbuser Anzeiger erschienen, aber auch in Buchform veröffentlicht wurden. Mit der bekannten Schriftstellerin E. Marlitt führte sie einen freundschaftlichen Briefverkehr.
Amalie Marby blieb unverheiratet und wohnte fast ihr gesamtes Leben in Cottbus. Die Stadt verließ sie nur für einige Reisen, die sie unter anderem nach Budapest und auf den Balkan führten und auf denen sie Stoff für ihre Werke sammelte. Die letzten Jahre ihres Lebens verbrachte Marby im Auguste-Stift. Am 7. März 1915 erlitt sie eine Schlaganfall, der zu Lähmungen und Kurzsichtigkeit führte. Danach nahm sie ihr Neffe Ernst Marby bei sich auf. Er war der Sohn von Amalies älterem Bruder Karl Albrecht und lebte in der Zimmerstraße 34. Am 25. August desselben Jahres starb Amalie Marby. Sie wurde auf dem Cottbuser Südfriedhof beerdigt. Ihr Grabstein, auf dem sie als Romanschriftstellerin bezeichnet wird, wurde später ins Museum Branitz überführt. Heute befindet er sich im Cottbuser Stadtarchiv.

## Literarischer Stil
Die Werke Marbys sind der Trivialliteratur zuzuordnen. Der Cottbuser Antiquar und Heimatforscher Walter Drangosch verglich ihr literarisches Schaffen mit dem von Hedwig Courths-Mahler und E. Marlitt. Dabei beschäftigte sie sich auch mit wendischen und jüdischen Themen und vermittelt landeskundliche Erscheinungen auf unterhaltsame, jedoch teilweise auch rührselige Art.
So beschreibt sie in ihrer Novelle Hanka das Leben eines gleichnamigen wendischen Bauernmädchens. Dieses arbeitet zwei Jahre lang als Dienstmädchen in der Stadt. Nachdem sie in ihr Heimatdorf zurückkehrt, um ihre Eltern zu unterstützen, kommt es zu kulturellen Konflikten. Hanka ist nicht bereit, ihre städtische „deutsche“ Kleidung abzulegen. Deshalb wird sie von der Dorfjugend und ihrer Mutter gemieden, die sich eher mit einer toten als einer nicht wendisch gekleideten Tochter abfinden würde.
In Marbys Roman Der Stern von Mostar geht es um ein junges Mädchen aus Herzegowina. Dieses soll vor der Verheiratung mit einem als Landesverräter bezeichneten Mann bewahrt werden. Den geschichtlichen Rahmen für die Handlung bildet dabei der Befreiungskampf der Herzegowiner gegen die Osmanen. Im Laufe des Romans wird das Mädchen dann auch als Sanitäterin an die Front geschickt.

## Nachwirkung

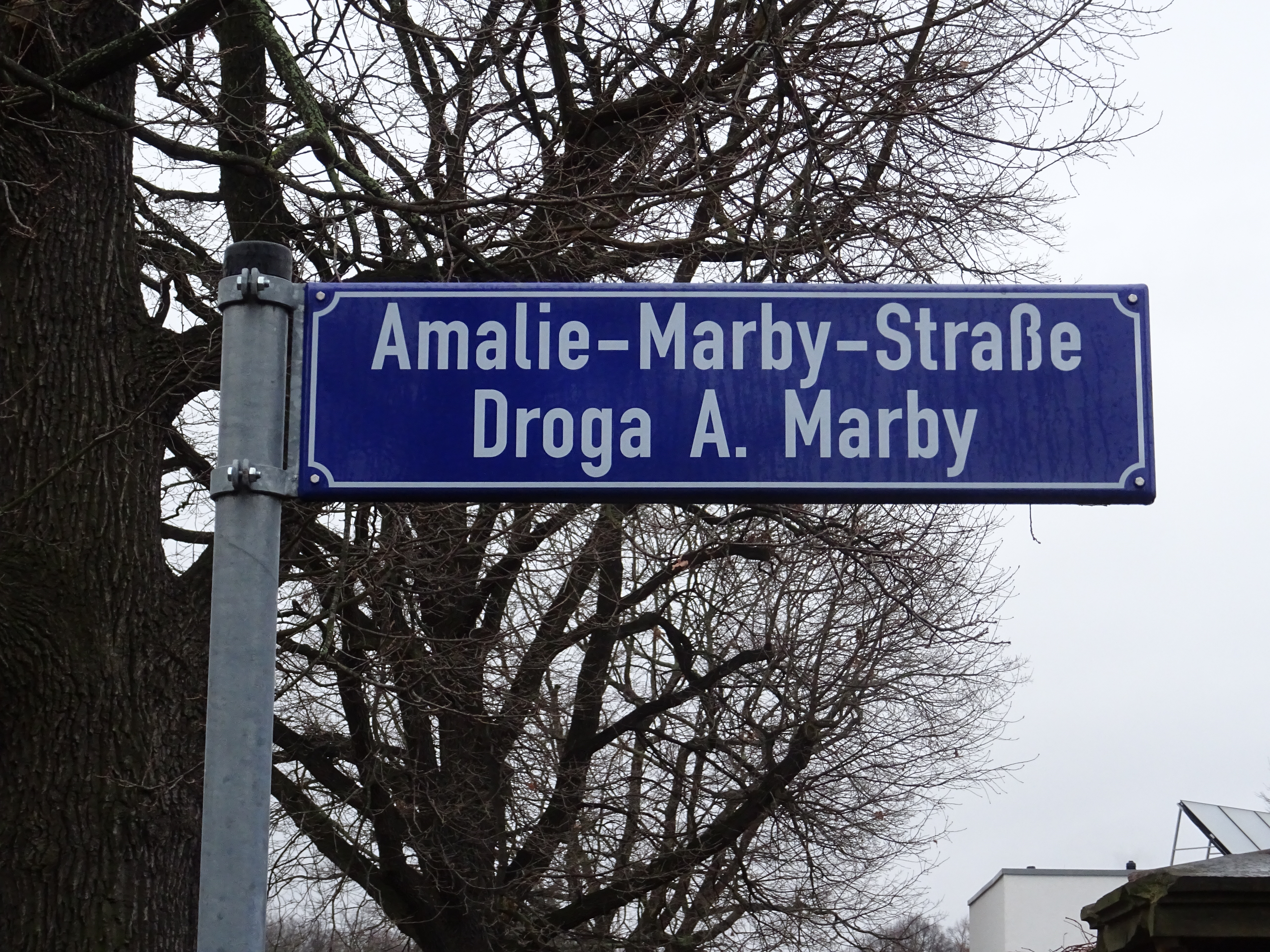
Straßenschild der Amalie-Marby-Straße in deutscher und niedersorbischer Sprache

Die Werke Marbys sind heute weitestgehend in Vergessenheit geraten. Im Cottbuser Stadtarchiv findet man noch Ausgaben von Die Salon-Fee, Der Stern von Mostar und Hanka. Zudem erschien Der Stern von Mostar zwischen 1990 und 1991 im Cottbuser Generalanzeiger als Fortsetzungsroman. In der Cottbuser Stadtbibliothek findet man jedoch keine Werke von Amalie Marby.
Seit 2007 existiert im Cottbuser Stadtteil Schmellwitz eine Amalie-Marby-Straße.

## Werke (Auswahl)
- Schloss Falkenberg. Novelle, 1868.
- Gebundene Herzen. Roman, 2 Bände, 1880.
- Die Brandows. Roman, 1888.
- Hanka. Eine wendische Dorfgeschichte. Novelle, 1889.
- Im Hafen. Roman, 1890.
- Höhere Gewalten. Roman, 1891.
- Die Salon-Fee. Roman, 1891.
  - Neuausgabe unter dem Titel Es fiel ein Reif. 1905.
- Der Stern von Mostar. Roman, 1892.
- Haus Dodendorf. Roman, 3 Bände, 1894.
- Durch Sturm und Wetter. Roman, 1911.
- Paulinenhof. 1914